# Katrien Pauwels
Katrien Pauwels (Gent, 8 november 1965) was van 1976 tot 1992 actief als Belgisch kunstschaatsster. 

## Levensloop
Ze is negenvoudig Belgisch kampioen kunstrijden en vertegenwoordigde België op de Olympische Winterspelen in 1984 en 1988. Die tweede maal was ze in Calgary de enige Belgische atlete in de officiële competitie, Bea Pintens was aanwezig voor een demonstratiesport: shorttrack.
Haar eerste nationale kampioenstitel kreeg ze op elfjarige leeftijd. Er zouden er nog acht volgen.
Ze nam vijfmaal deel aan de Europese kampioenschappen kunstschaatsen. In 1982 werd ze eenentwintigste, in 1983 vijftiende, in 1984 werd ze dertiende, in 1985 zestiende en in 1988 werd ze veertiende.
Ze nam viermaal deel aan de Wereldkampioenschappen kunstschaatsen. In 1982 werd ze dertigste, in 1983 werd ze vijftiende, een plaats die ze ook behaalde in 1984, in 1986 haalde ze haar beste positie als veertiende.
Bij het Kunstrijden op de Olympische Winterspelen 1984 werd ze zestiende. Bij het Kunstrijden op de Olympische Winterspelen 1988 werd ze zeventiende.
In 2007 was ze jurylid in het televisieprogramma Sterren Op Het IJs, de Vlaams/Nederlandse versie van Dancing on Ice. In 2012 speelde ze mee in het derde seizoen van het programma Eeuwige roem.
Pauwels is medisch afgevaardigde en coacht in de schaatsclub Kryos op de ijspiste Yeti in Eeklo. Zij is de dochter van Paul Rutger en zelf heeft ze twee dochters, die eveneens schaatsen. 